# آئورلیو ویدمار
آئورلیو ویدمار (به انگلیسی: Aurelio Vidmar) (زاده ۳ فوریه ۱۹۶۷) بازیکن پیشین فوتبال تیم ملی فوتبال استرالیا بود.
وی در پست هافبک مهاجم بازی می‌کرد و در باشگاه‌هایی مانند آدلاید سیتی، استاندارد لیژ و فاینورد بازی کرده‌است. ویدمار در جام کنفدراسیون‌ها نقش مهمی در نایب قهرمانی تیم ملی استرالیا داشت.
وی در دیدار برگشت ایران و استرالیا در مقدماتی جام جهانی فرانسه به ایران گل دوم استرالیا را زد.